# Stylopoda sexpunctata
Stylopoda sexpunctata là một loài bướm đêm trong họ Noctuidae.